# 英國陸軍部 (1964年以前)
英國陸軍部（英語：War Office）是从17世纪到1964年为止，英国政府中负责管理英国陆军的部门。1964年后其责任转交给英国国防部。
英國陸軍部也是原陆军部所在的建筑的名称。它位于白厅和近卫骑兵大道的交接处，位于伦敦市中心。2013年8月英国政府宣布将在公开市场上出售该建筑。

## 历史

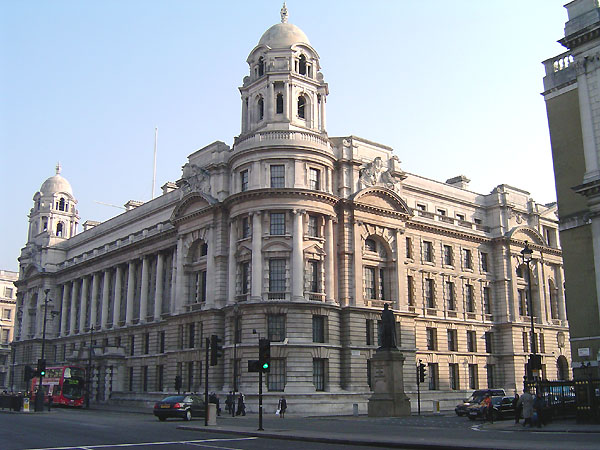
从白廳看英國陸軍部建筑

英國陸軍部是从英格兰王国国王和他的高级军事长官在战时所组成的战争委员会演化来的。一些其它早先的局，比如从15世纪开始设立的军械局合并入英國陸軍部。它和负责英国皇家海军的海军本部和后来设立的监督英国皇家空军的英国空军部并立。一般认为它的设立是威廉·布拉斯瓦特的功劳，布拉斯瓦特于1684年被任命为战时部长后大大扩张了其部门的范围来处理陆军的日常管理。
1722年陸軍部搬到白厅的骑兵楼之前，在伦敦数次搬家。它在骑兵楼待到1858年。19世纪后半叶它搬到蓓尔美尔的坎伯兰楼。最后搬进了专门为它建造的陆军部大楼，樓名在陸軍部解散後仍繼續沿用。
陆军部的首长本来是查理二世设立的英国陆军司令秘书，也称战时部长。虽然布拉斯瓦特有两任前任，但是一般来说人们把他看作是第一任陆军部部长。不过当时的陆军部是一个很小的部，其作用主要在于行政管理，而不是战略编制。当时制定战略的是北方部和南方部（今天的外交和聯邦事務部和內政部的前身）。
从1704年到1855年，陆军部部长虽然偶尔进入内阁，但是他是一个二级部长。1794年战争部长这个高级部长级产生后许多战时部长的责任转给了战争部长。1855年战时部长和战争部长的职位合并，1863年战时部长被废除。从1801年至1854年战争部长也负责英国的殖民地。殖民地部设立后这个责任移予该部。
克里米亚战争的悲惨结局导致英国于1855年把所有部门的责任综合到了内阁閣員的战争部长职下。但其不是唯一对陆军负责的人。司令至少在级别上和他是同等级别的。1870年爱德华·卡德韦的改革把司令改为战争部长的下属，但是实际上从1856年至1895年任职司令的、特别保守的乔治亲王依然保持了很大的影响力。他对改革的反抗使得英国的军事效益大大地落后于其竞争者。在第二次布尔战争中这一点变得非常明显。
直到1904年司令职完全取消这个情况才有所改变。取而代之的是陸軍总参谋长，1908年该职被帝国总参谋长取代。按照海军本部的榜样设置了军队委员会，战争部长为其主席，設立帝国总参谋部来协助陆军管理。
由于陆军部內文官派和军官派的不断冲突，陆军部的管理始终不佳。在第一次世界大战中H·H·阿斯奎斯任命赫伯特·基奇纳，第一代基奇纳伯爵为陸軍大臣，试图以此来解决这个问题，使得基奇纳成为唯一的一名军人大臣。但是此举的结果很糟糕。在基奇纳任内帝国参谋部实际上被取消。其角色实际上由1902年设立、讨论广义國防事务的帝国防务委员会取代。
第一次世界大战后陆军部的重要性大幅度降低，在两战之间其职员数量大量减少。1920年4月1日它有7434名平民职员，1930年4月1日其数量减少到3872名。其责任和资金也减少。1936年斯坦利·鲍德温任命了一名组织國防的大臣，其办公室不在陆军部。1940年温斯顿·丘吉尔任首相时，他干脆绕过陆军部并自我任命为国防大臣（虽然到1947年为止英国没有国防部）。
1945年克莱门特·艾德礼上台后继续这个方法。1947年他任命了一名专门的国防大臣。1964年今天的国防部建立，合并了陆军部、海军本部和空军部。
陆军部的记录收集在英国国家档案馆，其编号为。

## 陆军部建筑
1906年到1964年废除期間，陸軍部位于一座1906年建成的新巴洛克建筑裡。建筑位于伦敦市中心，近卫骑兵大道连接白厅处。它共有七层楼，约1000间房间，楼里的走廊共长2.5英里。建筑用了五年建成，建造费用是对当时来说巨资的120万英镑。
为了尽量利用形状不规则的地面它呈梯形。其使用四个不同的圆顶用来作为装饰，掩盖建筑的形状。
1964年后该建筑由英国国防部使用，不对公众开放。2013年8月英国政府宣布该建筑将在开放市场上出售，目标在于达到一亿英镑的售价。2023年，该地改造的来福士酒店开业。